# Aleksandr Aleksandrovič Bogomolec
Aleksandr Aleksandrovič Bogomolec (in russo Александр Александрович Богомолец?, in ucraino Олександр Олександрович Богомолець?, Oleksandr Oleksandrovyč Bohomolec'; Kiev, 12 maggio 1881 – Kiev, 19 luglio 1946) è stato un medico sovietico, ideatore del siero antireticolare citotossico, detto anche siero ortobiotico per la cura di ulcere, fratture e la prevenzione dei fenomeni patologici della senescenza.
Il siero di Bogomolez si preparava iniettando in un animale (di regola il cavallo) una miscela di tessuti umani (soprattutto midollo osseo e milza) che provocava la formazione, nel sangue dell'animale stesso, di anticorpi attivi verso i tessuti iniettati. Dal sangue dell'animale si estraeva il siero contenente tali anticorpi, il quale a sua volta veniva iniettato nel paziente.
Questo preparato, che subito diventò famoso come un nuovo "siero di giovinezza", si rivelò tuttavia di scarsa efficacia.
Benché Bogomolec sia noto soprattutto per il siero che porta il suo nome, egli merita di essere meglio ricordato per le sue ricerche nei campi dell'endocrinologia, dell'immunità e della gerontologia.
Fu dapprima docente di patologia generale all'Università di Saratov, poi direttore a Mosca del primo grande centro per la trasfusione del sangue, infine direttore dell'Istituto di biologia e patologia generale di Kiev.
Fu presidente dell'Accademia Nazionale delle Scienze dell'Ucraina.